# Zámecká rodová hrobka Larisch-Mönnichů
Zámecká rodová hrobka Larisch-Mönnichů se nachází ve Fryštátu v Karviné v severozápadní části parku Boženy Němcové při ohradní zdi kostela Povýšení svatého Kříže. Je součástí areálu fryštátského zámku a v roce 2006 byla prohlášena kulturní památkou.

## Historie
Zámeckou rodovou hrobku Larisch-Mönnichů v severozápadní části parku Boženy Němcové nechal postavit v roce 1821 Jindřich, hrabě von Larisch-Mönnich pro matku Annu, hraběnku von Larisch-Mönnich, která zemřela v roce 1829 na Raduni. Vedle ní byl pohřbem i jeho otec Johann, hrabě von Larisch-Mönnich, který zemřel v roce 1820 v Opavě. Těla byla později exhumována.

## Popis
Hrobka je klasicistní zděná omítaná stavba postavena na půdorysu obdélníku, která přiléhá k ohradní zdi hřbitova u kostela Povýšení svatého Kříže a má nízkou sedlovou střechu. Ve štítovém průčelí je prolomen vchod s kamenným portálem a dvoukřídlými dveřmi. Po stranách vchodu jsou obdélná okna, nad ním je malý kruhový otvor. Štít je po celém obvodu lemován profilovanou štukaturou, která navazuje na profilovanou římsu oddělující štít. Uprostřed štítu je plastický kruh s řeckým rovnoramenným křížem.